# Tillandsia atenangoensis
Tillandsia atenangoensis là một loài thuộc chi Tillandsia. Đây là loài đặc hữu của México.